# الحديدة (بعدان)

تعديل مصدري - تعديل

الحديدة هي إحدى قرى عزلة العذارب بمديرية بعدان التابعة لمحافظة إب، بلغ تعداد سكانها 425 نسمة حسب تعداد اليمن لعام 2004.